# Polepy (district de Litoměřice)
Pour les articles homonymes, voir Polepy.
Polepy (en allemand : Polep) est une commune du district de Litoměřice, dans la région d'Ústí nad Labem, en Tchéquie. Sa population s'élevait à 1 359 habitants en 2021.

## Géographie
Polepy se trouve à 11 km au sud-est de Litoměřice, à 23 km au sud-est d'Ústí nad Labem et à 50 km au nord-nord-ouest de Prague.
La commune est limitée par Horní Řepčice et Chotiněves au nord, par Drahobuz et Hoštka à l'est, par Vrutice au sud-est, par Vrbice et Chodouny au sud, par Křešice à l'ouest .

## Histoire
La première mention écrite du village date de 1227.

## Administration
La commune se compose de sept quartiers :
- Encovany
- Hrušovany
- Libínky
- Okna
- Polepy
- Trnová
- Třebutičky

## Patrimoine
Patrimoine religieux

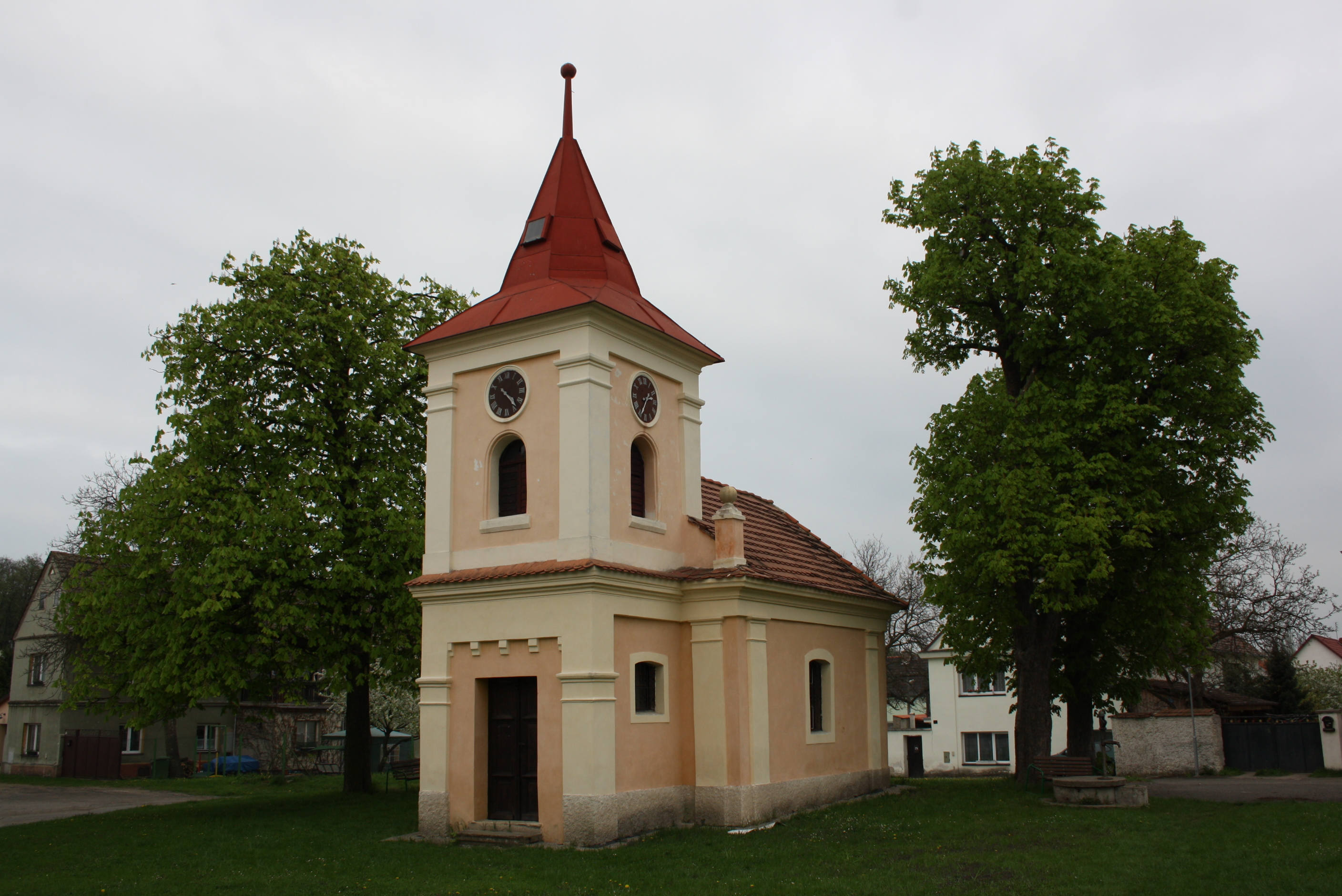
Chapelle à Polepy.
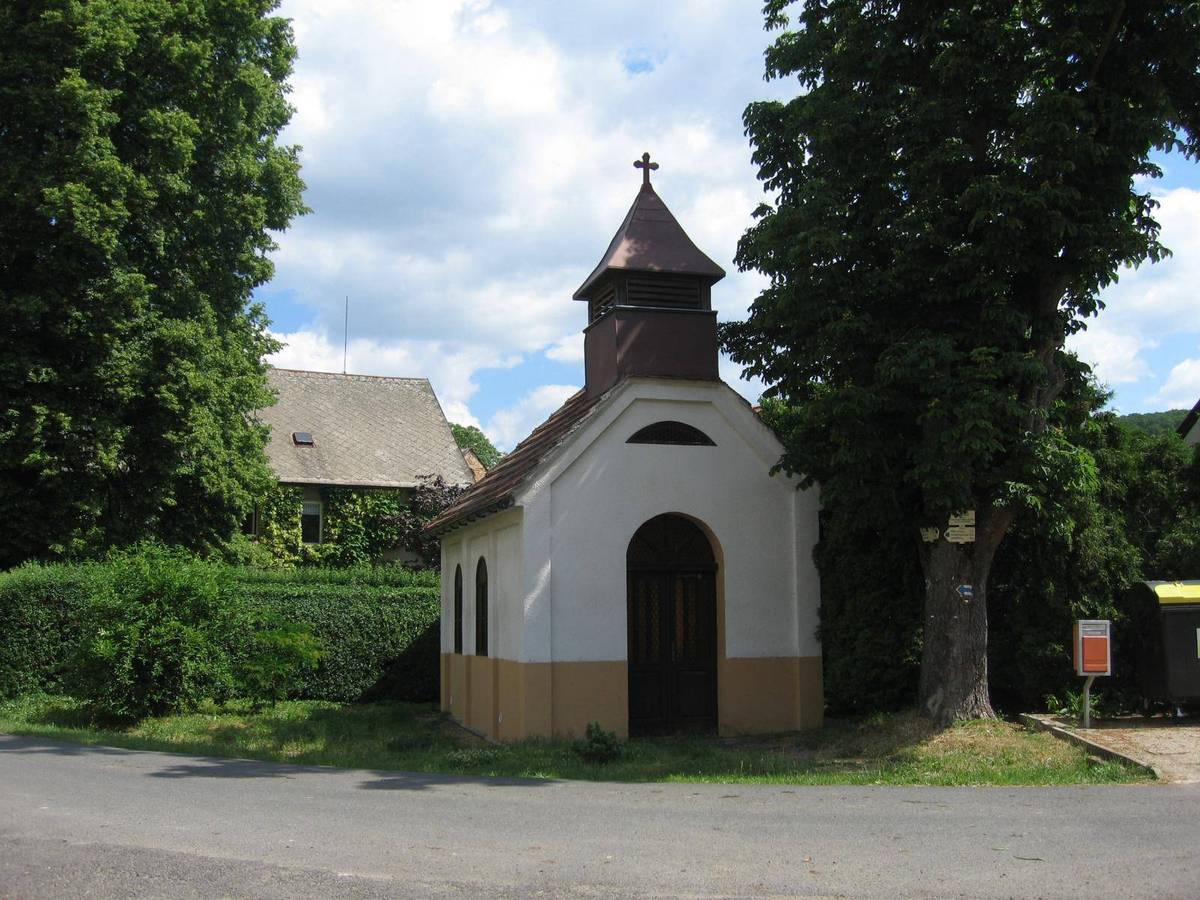
Chapelle à Třebutičky.
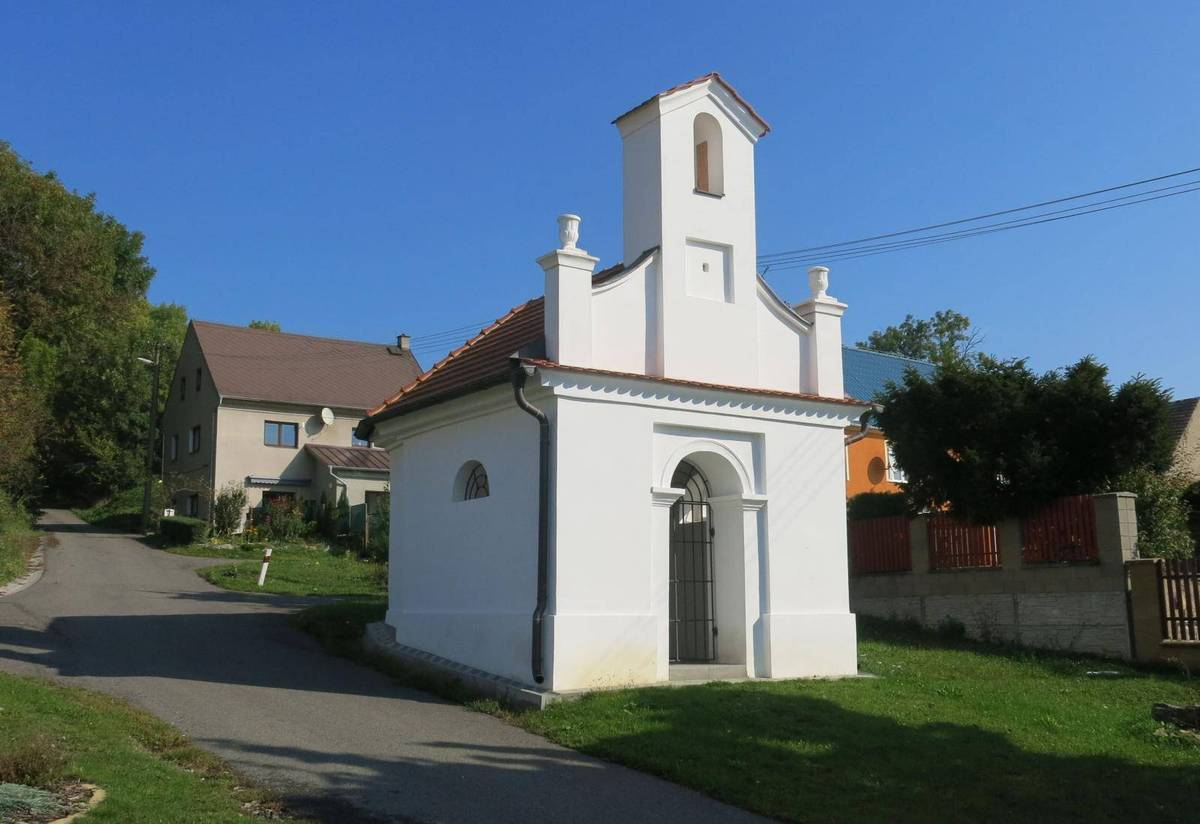
Chapelle à Trnová.

## Transports
Par la route, Polepy se trouve à 11 km de Litoměřice, à 36 km d'Ústí nad Labem  et à 69 km de Prague.